# Тифон
Тифон (Тифаон, Тифеој) је у грчкој митологији моћни бог, син Тартара и Геје. Описан је као застрашујуће биће велике снаге са стотину змијских глава на раменима. Из очију је избацивао ватру, а оглашавао се урлицима попут рике лава или лавежа паса. Отац је многих славних чудовишта као што су пси Ортар и троглави Кербер, Лернејска хидра и Химера, а родила их је Ехидна. Ово божанство би владало светом, да га у томе није спречио Зевс. О сукобу Тифона и Зевса постоји више прича.

## Зевс побеђује Тифона
Наоружан својим муњама и челичним српом, Зевс је гонио Тифона све до Сирије. Када је успео да га рани, Зевс се упустио у борбу са њим. Међутим, Тифон се показао као достојан противник и иако рањен, успео је да преотме челични срп и њиме Зевсу одсекао тетиве на рукама и ногама. Тако је заробио Зевса кога је везаног однео у пећину Корикион, на Киликији, а Зевсове тетиве је поверио на чување аждаји Делфини. Међутим, Хермес и Египан су успели да се домогну тетива и врате их Зевсу, који је поново напао Тифона. Прогоњени Тифон је код планине Нисе набасао на мојре које су му дале чаробне плодове како би му они донели снагу. Оно што су му прећутале је да ти плодови дају снагу само један дан. Код Тракије је Тифон бацао стене на Зевса, али их је отац богова одбијао ударцима муња. Стене су се тако враћале ка Тифону узрокујући му тешке ране. Планина Хем је тако добила назив по Тифоновој проливеној крви. Када је Тифону понестало снаге, покушао је да пређе сицилијско море, али је Зевс бацио Етну на њега. Притиснут Етном, Тифон се и даље буни и бљује ватру.

## Кукавичко бекство богова
Позната су и предања која не служе на част храбрости богова. У паничном страху од Тифона, они су побегли у Египат, где су се, како би се сакрили, претворили у разне животиње: Зевс у овна (предводника), Хера у краву, Афродита у рибу, Хефест у говече, Хермес у птицу ибис, а Лето у ровчицу, а једино је Атина остала на Олимпу. Други кажу да су само Зевс и Атина храбро дочекали Тифона. Када га је Зевс погодио муњом, Тифон је сав у пламену скочио у море. Тада је Зевс бацио Етну на њега заувек га заробивши.

## Хера као Тифонова мајка
За разлику од киликијског Тифона, у другим предањима он је Херин син. Бесна на свог мужа Зевса што је сам из главе родио Атену, Хера је одлучила да сама, без мушкарца, роди сина који ће бити јачи од Зевса. Годину дана је избегавала Зевсову љубав да би коначно родила Тифона којег је поверила на чување змају Питону у Делфима.